# 社学街道
社学街道，是中华人民共和国贵州省黔东南苗族侗族自治州天柱县下辖的一个街道办事处。
2016年1月14日，贵州省人民政府批复同意天柱县部分乡镇行政区划调整，撤销社学乡建制，设置社学街道，街道办事处驻社学村。

## 行政区划
社学街道下辖以下地区：
社学村、红卫村、摆溪村、伞溪村、田冲村、小江村、溪口村、平甫村、长团村、金井村、占溪村、林山村、芹香村、桥联村和金山村。